# DeCODE genetics
A deCODE genetics izlandi biofarmakológiai vállalat. A társaságot 1996-ban Stefánsson Kári alapította azzal a céllal, hogy populációgenetikai vizsgálatokat végezzen, és ezeket a felfedezéseket alkalmazza új módszerek kidolgozására a betegségek azonosítására, kezelésére és megelőzésére.
2019-ig az izlandi felnőtt népesség több mint kétharmada részt vett a vállalat kutatási munkájában, és ez a megközelítés a nagyszabású precíziós gyógyászati és genomikai projektek modelljeként szolgál a világ minden táján. A deCODE az emberi genetikában tett felfedezéseiről a leginkább ismert, amelyeket a fő tudományos folyóiratokban tettek közzé és amelyekről a nemzetközi média is széles körben beszámolt. Ugyanakkor tágabb értelemben is úttörő módon járult hozzá a precíziós gyógyászat megvalósításához, azáltal, hogy bevonta a nyilvánosságot a nagyszabású tudományos kutatásba; fejlesztette a DNS-alapú betegségkockázat-tesztelést az egyének és az egészségügyi rendszerek számára; valamint új modelleket dolgozott ki a magánszektor részvételére és partnerségére a tudományban és az egészségügyben.
2020. márciusban a koronavírus világjárvány során a társaság nagyszabású teszteléssel járult hozzá a vírus terjedésének pontosabb megértéséhez.
2012 óta a világ egyik vezető biofarmakológiai vállalatnak, az amerikai Amgen-nek a független leányvállalata, és képességeit és felfedezéseit közvetlenül felhasználják új gyógyszerek felfedezésére és fejlesztésére. Ez a példa segített ösztönözni más gyógyszeripari és biotechnológiai vállalatokat is a precíziós gyógyászatba és a genomikába történő beruházásokra.

## Fordítás
Ez a szócikk részben vagy egészben  a   deCODE genetics című angol Wikipédia-szócikk fordításán alapul.  Az eredeti cikk szerkesztőit annak laptörténete sorolja fel. Ez a jelzés csupán a megfogalmazás eredetét és a szerzői jogokat jelzi, nem szolgál a cikkben szereplő információk forrásmegjelöléseként.